# Gumbé
O Gumbé é um gênero musical que nasceu da junção de alguns ritmos tradicionais da Guiné-Bissau como o Tina, Tinga, Brocxa, Kussundé (da etnia Balanta), Djambadon (Mandinga) e Kunderé (Bijagós). O instrumento principal desse ritmo é a cabaça ou apenas cabaz.
Como vários outros países africanos, Guiné-Bissau sofreu influência musical significativa de Portugal (fado) como aconteceu com Angola, Brasil, Cabo Verde e Moçambique. Ainda nesse contexto colonial, é interessante frizar que, mesmo com a conquista de sua independência em 1973, o Gumbé, só se tornou popular após essa data quando Ernesto Dabó produziu em Lisboa o tema M’Ba Bolama. As músicas desse estilo são cantadas em  Kriol  e suas letras sempre remetem a algum assunto social, relacionamento entre as pessoas tanto amor como de amizade, questões políticas também são retradas nas letras do Gumbé e, inclusive, sobre o Sida.
Mais tarde entre anos 70 e início de 80, viveu-se no Gumbé a era de Super Mama Djombo, com o primeiro trabalho datado entre os anos 70 e início de 80 com o álbum Cambança, bastante popular em todo o país.
As músicas desse gênero tratavam bastante de assuntos que envolvia o lado político e social da Guiné-Bissau e, o que nos conta a história é que os primeiros grupos musicais do país, como África Livre, Chifre Reto e Kapa Negra, tinham densas relações com o poder político. Na mesma situação estava inserido nesse contexto de difícil relação o histórico José Carlos, considerado um crítico do poder colonial e da administração pós-independência. Ele acabou por morrer em um acidente de avião em Havana. Até esse acidente ainda ouvia-se rumores os quais cogitavam uma possibilidade de que havia grande intenção de eliminação física de José Carlos por causa do conteúdo político de suas canções.

## Atualidade
Atualmente, muitos artistas contribuem com a evolução do Gumbé, como Sidónio Pais, Justino Delgado, Manecas Costa, o grupo Tabanka Djaz, Rui Sangará, Dulce Neves, Nené Tuty, Buka Pussik, Maio Copé, entre tantos outros. Além, claro de influências internacionais que o Gumbé vai ganhando.